# Pura Pagani
 (décembre 2016).
Si vous disposez d'ouvrages ou d'articles de référence ou si vous connaissez des sites web de qualité traitant du thème abordé ici, merci de compléter l'article en donnant les références utiles à sa vérifiabilité et en les liant à la section « Notes et références ».
Pura Pagani (5 novembre 1914 - 2 juillet 2001) était une religieuse catholique italienne, membre de la congrégation des Petites sœurs de la Sainte Famille. Elle est reconnue servante de Dieu par l'Église catholique depuis l'introduction de son processus de béatification.

## Biographie
Carmela Pagani, de son nom de baptême, est née le 5 novembre 1914 dans une famille modeste et profondément religieuse de Selva di Progno. Désirant devenir religieuse, c'est le 1er août 1932 qu'elle entra chez les Petites sœurs de la Sainte Famille de Vérone. Elle fit sa profession religieuse le 12 janvier 1941 sous le nom de sœur Pura.
Après le noviciat, elle fut placée comme éducatrice dans plusieurs écoles de l'Institut, une charge qu'elle exécuta avec dévouement. De 1941 à 1954, elle fut envoyée à Monte Romano. Là, elle traversa une profonde crise spirituelle, une « nuit de la foi ». Elle reçut les conseils de saint Padre Pio et notamment du père Felice Cappello, le célèbre confesseur de Rome, avec qui elle entretiendra une grande proximité.
En 1970, elle fut transférée à Mozzecane, où elle deviendra la supérieure de sa communauté. Elle laissa sa marque dans la région autant chez les enfants, les habitants que dans sa communauté religieuse, par son dévouement, sa capacité d'accueil avec tous et sa vie religieuse menée avec exemplarité. Elle accordait une attention particulière pour les plus nécessiteux et pour ceux qui cherchait du réconfort spirituel.
Mère Pura Pagani est morte le 2 juillet 2001 dans la Maison de Mozzecane.

## Béatification et canonisation
- 28 février 2008 : fondation de l'Association Amis de Sœur Pura Pagani, dans le but de faire connaître sa vie et sa spiritualité et de contribuer à la procédure de béatification
- 28 janvier 2016 : introduction de la cause en béatification et canonisation dans le diocèse de Vérone (enquête diocésaine)